# Kościół św. Augustyna z Canterbury w Wiesbaden
Kościół św. Augustyna z Canterbury (ang. i niem. Church of St. Augustine of Canterbury, znany potocznie kościołem angielskim, niem. Englische Kirche) – neogotycka świątynia znajdująca się w niemieckim mieście Wiesbaden, należąca do Kościoła Episkopalnego w Stanach Zjednoczonych.

## Historia
Pierwsze wzmianki o nabożeństwach anglikańskich w Wiesbaden pochodzą z 1836 roku, odprawiano je m.in. w kościele św. Maurycego (w 1850 zniszczonym przez pożar), w Hotelu Vierjahreszeiten, w pałacu Biebrich czy później w Marktkirche. W 1844 zwrócono się z prośbą o budowę własnego kościoła do księcia Adolfa z Nassau-Weilburga, który przyznał wspólnocie działkę budowlaną. Budynek wzniesiono w latach 1863–1864 wg projektu Theodora Goetza, 22 lipca 1865 świątynię konsekrowano i nadano jej za patrona św. Augustyna z Canterbury. W latach 70. i 80. XIX częstymi gośćmi w kościele byli członkowie niemieckiej rodziny cesarskiej, w tym późniejsi władcy: Fryderyk III i Wilhelm II Hohenzollernowie. W latach 1887–1888 budynek rozbudowano o nawę boczną i wieżę wg projektu Friedricha Langa. Przed wybuchem II wojny światowej większość wiernych wyemigrowała z miasta, a do 1943 roku wyposażenie było niszczone przez intruzów. Świątynia została znacznie zniszczona podczas bombardowania z 1945 roku, jedynym elementem, który przetrwał czas wojny, był rzeźbiony krucyfiks wiszący nad ołtarzem. W latach 1950–1955 kościół służył armii amerykańskiej jako kaplica garnizonowa, by następnie wrócić w ręce cywilnej wspólnoty. 23 stycznia 1966 wybuchł pożar wywołany przez wadliwą instalację grzewczą. Zwęglony krucyfiks zawieszono w tylnej części kościoła, a belka tęczowa została wkomponowana w emporę organową. 22 stycznia 1967 świątynię konsekrowano po renowacji. W 1995 roku przemalowano wnętrze, a w latach 2015–2020 budynek odrestaurowano.

## Architektura i wyposażenie
Świątynia neogotycka, dwunawowa. Wnętrze zdobią:
- marmurowa chrzcielnica,
- obraz św. Augustyna pędzla George’a H. Jeffreya,
- ołtarz boczny ze scenami Narodzenia Pańskiego i pokłonu Trzech Króli,
- tryptyk z postaciami św. Ethelberta I, króla Kentu i jego żony, św. Berty, oraz św. Augustyna,
- figury śś. Marii i Józefa (ustawione za amboną)[2].

## Galeria

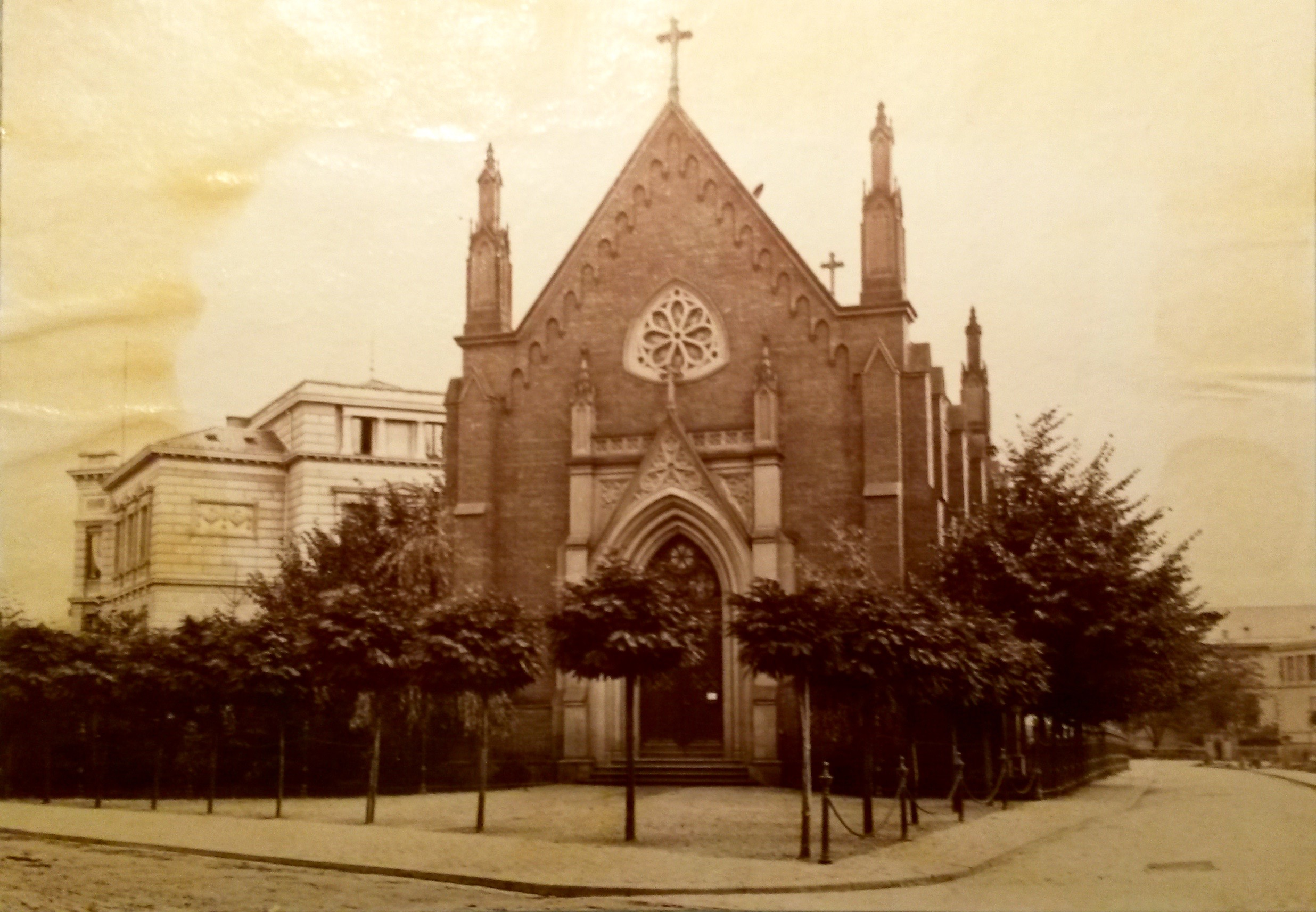
Kościół przed rozbudową
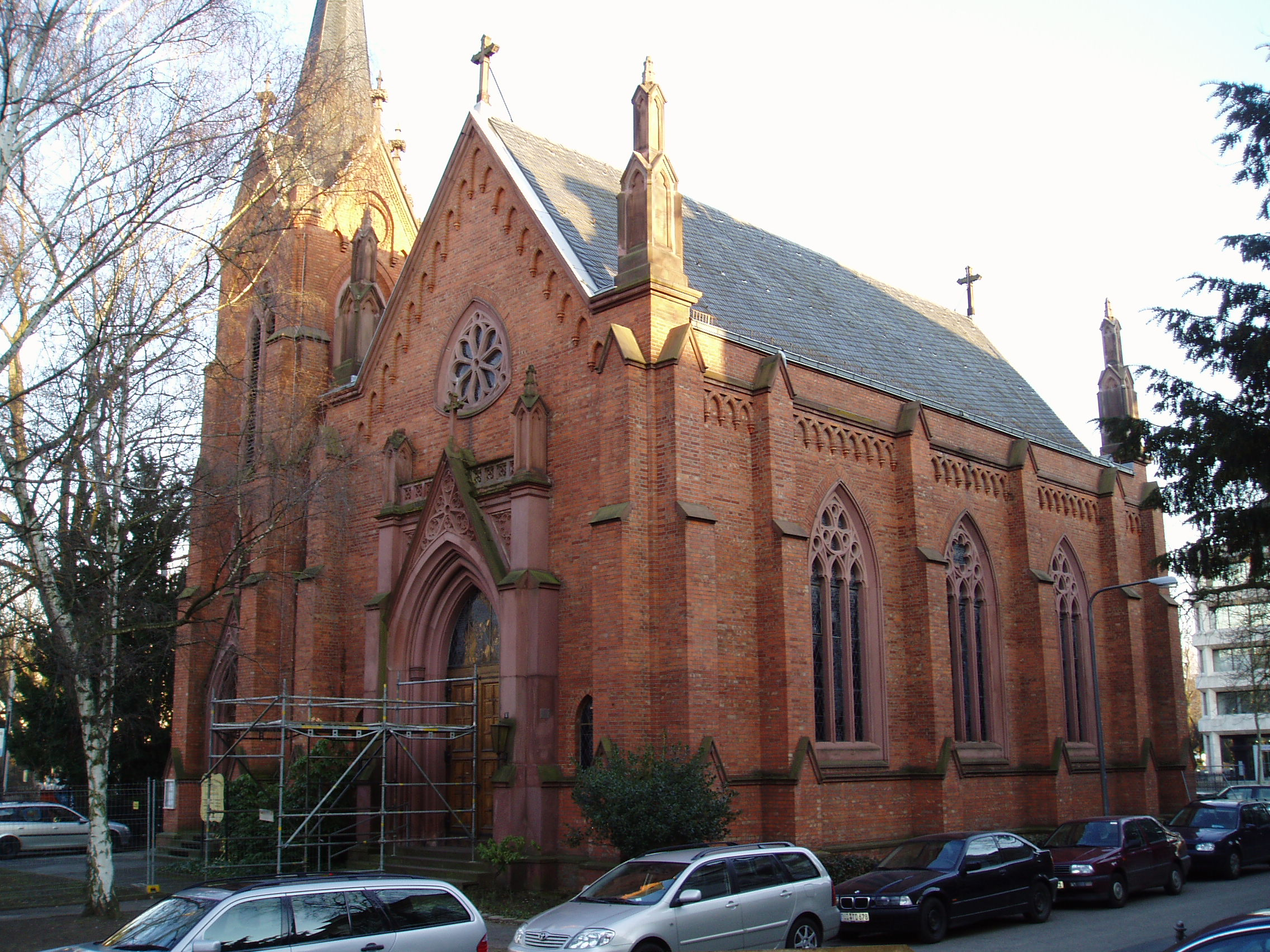
Widok z północnego zachodu
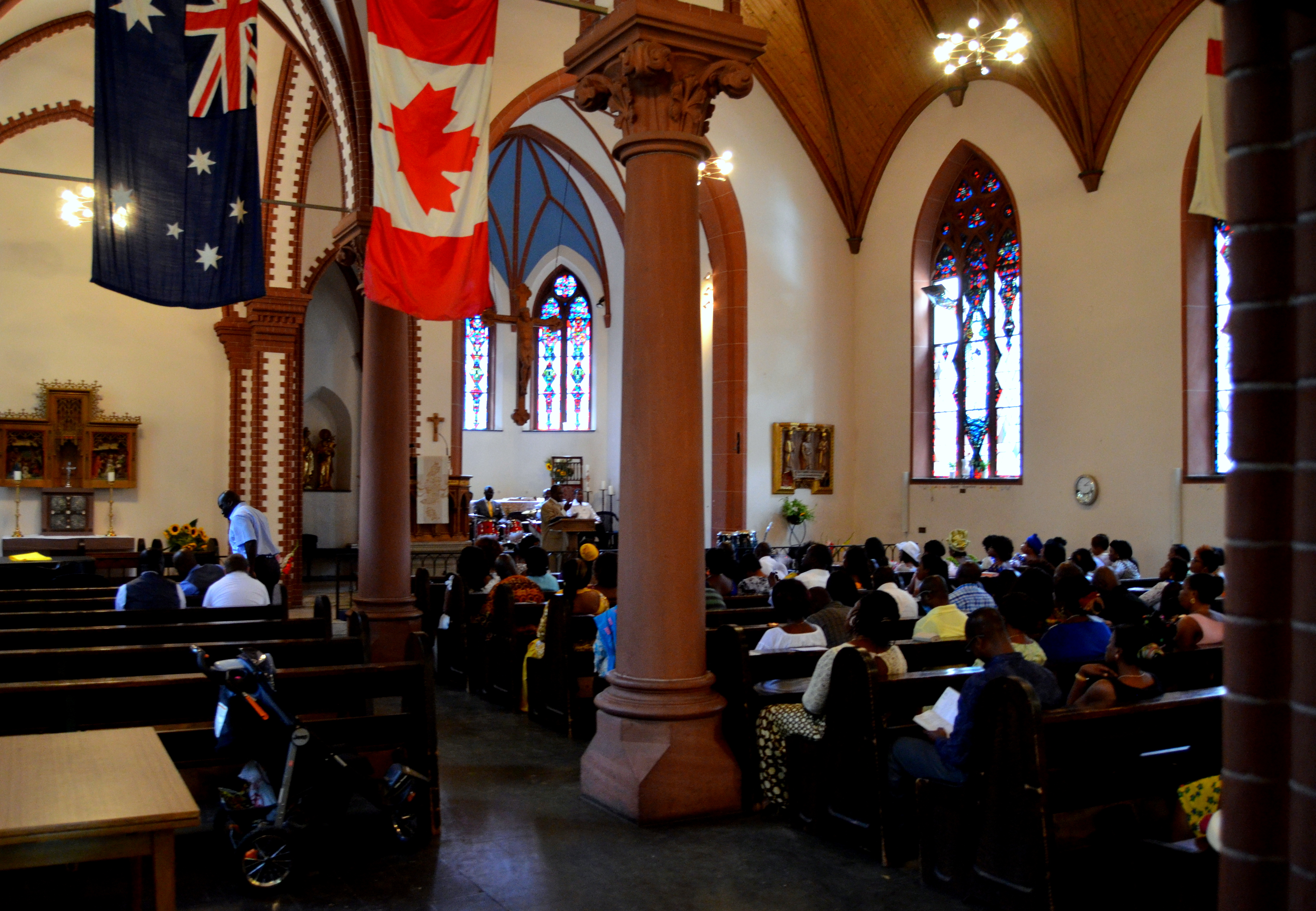
Wnętrze